# Burramys
Burramys és un gènere de pòssums de la família dels burràmids, que està representat per una espècie vivent i tres espècies fòssils. És un dels dos gèneres de pòssums pigmeus; l'altre és Cercartetus.

## Taxonomia
- Gènere Burramys
  - †Burramys wakefieldi
  - †Burramys tridactylus
  - †Burramys brutyi
  - Burramys parvus